# Heisberg
Heisberg ist ein Stadtteil von Freudenberg im Kreis Siegen-Wittgenstein in Nordrhein-Westfalen mit rund 200 Einwohnern.

## Geographie
Durch den Ort fließt der Bach Heisberg. Er liegt auf einer Höhe zwischen 312 und 338 m ü. NN. Das waldreiche Mittelgebirge prägt die Landschaft. Nachbarorte sind Nieder- und Oberheuslingen sowie Lindenberg im Norden, Seelbach (zu Siegen) im Osten, Oberschelden (zu Siegen) im Süden und Oberfischbach im Süden und Westen.

## Geschichte
Heisberg wurde am 24. Februar 1342 erstmals urkundlich als „Heimsprecht“ erwähnt.
Heisberg wurde im Zuge der kommunalen Gebietsreform am 1. Januar 1969 nach Freudenberg eingemeindet und gehörte bis dato dem Amt Freudenberg an.

### Einwohnerzahlen
Einwohnerzahlen des Ortes:
| Jahr | Einwohner |
| ---- | --------- |
| 1818 | 55        |
| 1885 | 55        |
| 1895 | 63        |
| 1905 | 79        |
| 1910 | 77        |
| 1925 | 69        |

| Jahr | Einwohner |
| ---- | --------- |
| 1933 | 83        |
| 1939 | 95        |
| 1950 | 138       |
| 1961 | 108       |
| 1967 | 142       |
| 1994 | 229       |

| Jahr | Einwohner |
| ---- | --------- |
| 2000 | 245       |
| 2008 | 240       |
| 2010 | 211       |
| 2011 | 208       |
| 2017 | 212       |
| 2019 | 194       |

| Jahr | Einwohner |
| ---- | --------- |
| 2020 | 183       |
| 2021 | 188       |
| 2022 | 183       |

## Verkehr
Heisberg liegt unweit der A 45 direkt an der Landstraße 565, die von Oberfischbach und Niederndorf nach Seelbach und weiter nach Siegen führt. Die nächste Autobahnanschlussstelle befindet sich östlich von Büschergrund, etwa 3,5 km nördlich von Heisberg.